# Ellington (Wisconsin)
Ellington – miasto w Stanach Zjednoczonych, w stanie Wisconsin, w hrabstwie Outagamie.